# Joseph Alzin
Joseph Alzin (18. december 1893 i Paris - 2. september 1930 i Marseille) var en luxemburgsk vægtløfter som deltog i OL 1920 i Antwerpen.
Alzin vandt en sølvmedalje i vægtløftning under OL 1920 i Antwerpen. Han kom på en andenplads i sværvægt-konkurrencen.